# Tromlitz (Blankenhain)
Tromlitz ist ein Ortsteil der Stadt Blankenhain im Landkreis Weimarer Land in Thüringen.

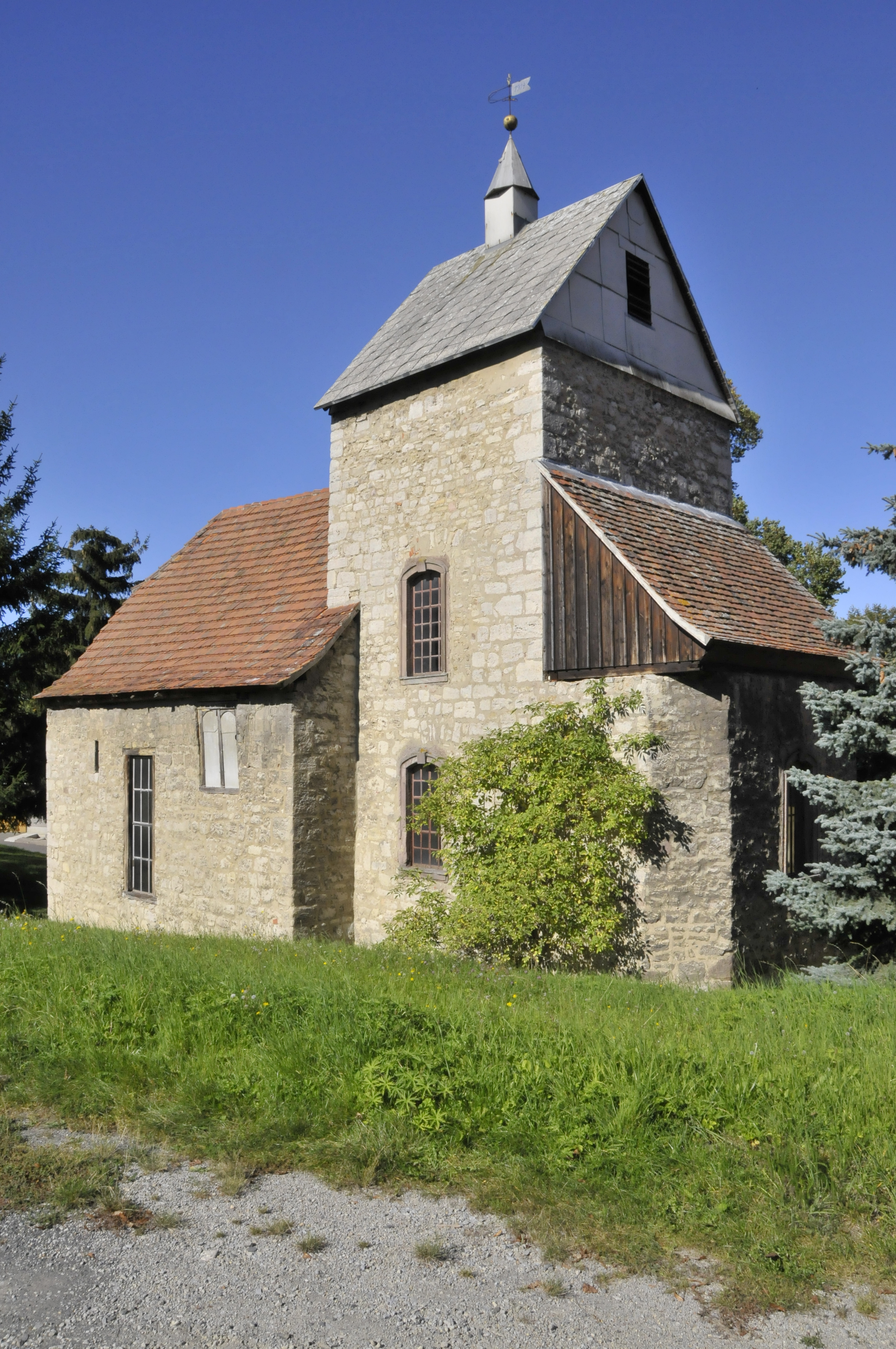
Dorfkirche

## Geografie
Tromlitz liegt etwa 6,5 Kilometer östlich von Blankenhain südlich der Bundesautobahn 4 an der Landesstraße 1060. Die Gemarkung des Ortes ist kupiert und an Fließgewässern mit Sträuchern und Bäumen begrünt. Auf den Anhöhen steht Wald.

## Geschichte
Die urkundliche Ersterwähnung wurde bereits am 25. Dezember 1225, nach anderen Quellen im Jahr 1227 in einer Urkunde des Burggrafen Albert von Kirchberg dokumentiert. Die slawische Siedlung trug zunächst den Namen Drompnitz. Im Ort existierte eine stark befestigte Burg, die 1375 an die Familie Kersten verkauft wurde und auf deren baulichen Resten im 17. Jahrhundert die Dorfkirche Tromlitz errichtet wurde.
Im Dreißigjährigen Krieg wurde das Dorf (und dabei mutmaßlich auch die Burg) fast vollständig zerstört. Ab 1631 gehörte der Ort zum Amt Weimar. Ebenfalls im 17. Jahrhundert wurde ein kleines Schloss im Ort errichtet, welches im Jahr 1945 abgerissen wurde. In dem landwirtschaftlich geprägten Ort befanden sich in der zweiten Hälfte des 19. und ersten Hälfte des 20. Jahrhunderts jeweils drei Handwerksbetriebe. 1884 existierte neben einer Brauerei mit Gastwirtschaft ein Rittergutshof sowie mittel- und kleinbäuerlicher Besitz, welcher wie das Schloss nach 1945 verloren ging.
1926 lebten 154 Personen in Tromlitz, aktuell sind es 152.

## Kirche
Auf dem alten Burggelände steht heute die Dorfkirche, sie war Filial von Niedersynderstedt. Die Kirche hat die Grundrissform einer später nach Osten erweiterten romanischen Chorturmkirche. Es gibt Vermutungen, der Turmteil mit den ausgesprochen starken Mauern sei einst der Bergfried der Vorburg gewesen. Die Fenster stammen überwiegend aus dem 17. und 18. Jahrhundert. Den Altar schmückt ein restauriertes kleines Kruzifix des 18. Jahrhunderts. Außerdem besitzt die Kirche einen vergoldeten Kelch von 1574 und ein kleines Wappenschild aus dem 16. Jahrhundert. 1969 stürzte ein Teil des Turmes ein, so dass die barocke Haube abgenommen und 1975 durch ein schlichtes Satteldach ersetzt wurde.